# ロー (DD-24)
|          |                                                    |
| 艦歴     |                                                    |
| 発注     |                                                    |
| 起工     |                                                    |
| 進水     | 1910年8月22日                                      |
| 就役     | 1910年10月29日（海軍） 1925年5月30日（沿岸警備隊） |
| 退役     | 1919年12月1日（海軍） 1930年3月4日（沿岸警備隊）   |
| その後   | 1934年5月2日にスクラップとして売却                 |
| 除籍     |                                                    |
| 性能諸元 |                                                    |
| 排水量   | 742トン                                            |
| 全長     | 293 ft 11 in (89.6 m)                              |
| 全幅     | 27 ft (8.2 m)                                      |
| 吃水     | 8 ft 4 in (2.5 m)                                  |
| 機関     | 重油専焼缶4基                                      |
| 最大速   | 30ノット (56 km/h)                                 |
| 乗員     | 士官、兵員89名                                     |
| 兵装     | 3インチ砲5門 18インチ魚雷発射管6門                 |

ロー (USS Roe, DD-24) は、アメリカ海軍の駆逐艦。ポールディング級駆逐艦の一隻。艦名はフランシス・アズベリー・ロー提督にちなむ。

## 艦歴

### 海軍で
ローは1909年1月18日にバージニア州ニューポート・ニューズのニューポート・ニューズ造船所で起工した。1909年7月24日にレイノルド・T・ホール夫人によって命名、進水し、1910年9月17日に艦長C・H・ウッドワード大尉の指揮下就役する。
就役後ローはバージニア州ノーフォーク沖で訓練を行い、12月にロードアイランド州ニューポートに巡航、11月初めにノーフォークに帰還した。12月17日、キーウェストに向けて出航し、メキシコ湾での冬季演習に参加する。春にノーフォークに帰還し、1913年1月まで大西洋中部およびニューイングランド南方で活動した。1913年4月からカリブ海での艦隊演習に参加し、秋にはニューイングランド沖で活動する。1914年3月、新たに創設された予備役水雷小艦隊に配属され、第一次世界大戦まで大西洋艦隊において交互に予備役と現役任務を行う。1914年夏から秋にかけて、ローは大西洋中部で活動し、1915年2月から4月まで再びカリブ海での冬季演習に参加した。夏にはニューイングランド南方で活動し、11月にサウスカロライナ州チャールストンで限定就役状態となる。
1917年3月にローは完全就役状態に復帰した。4月になると偵察部隊第5分艦隊第2戦隊に配属され、ノースカロライナ州ウィルミントンで財務省および労働省職員を支援、ドイツ商船の自沈および逃走を阻止した。6日にアメリカ合衆国は第一次世界大戦に参戦し、ローはホーフェンフェルデ (Hohenfelde) に武装した兵を送り込んだ。
同月中旬にローはニューポートに移動、同地で続く6ヶ月間、対潜哨戒および船団護衛任務に従事する。11月9日、フランスに向けて出航し翌年から沿岸偵察および船団護衛任務に従事した。
1918年11月5日、ローはブレストを出航、帰国の途に就く。12月1日にニューヨークに到着し、同月中旬にチャールストンに移動、1919年7月まで同地に留まる。その後フィラデルフィアに移動し、12月1日に退役、予備役艦隊の1隻として係留された。

### 沿岸警備隊で
1920年7月17日に DD-24 に指定されたローは、1924年に現役復帰し財務省に移管された。1924年6月7日から1930年10月18日までローは沿岸警備隊によって運用された。ローはニューヨーク州ステープルトン (en) を拠点とし、ラム・パトロールの1隻として貢献した。
海軍に返還されたローはリーグ島に係留され、1934年5月2日にロンドン海軍軍縮条約に従ってスクラップとして売却された。